# بين لونش
بين لونش (بالإنجليزية: Ben Lynch)‏ هو لاعب كرة قدم أمريكية أمريكي، ولد في 18 نوفمبر 1972.

## وصلات خارجية
- بين لونش على موقع مرجع كرة القدم المحترفة.كوم (الإنجليزية)